# 川上さんと長島さん
『川上さんと長島さん』（かわかみさん と ながしまさん）は、日本のコミックソングの期間限定ユニット。

## 経緯
渡辺信一（現・DON）と片岡馨（現・プリティ長嶋）の2人が、1枚のシングル盤のために結成したユニット名である。詳細はそれぞれの項目を参照。
『笑っていいとも!』における2人のコーナータイトル名は「来たかチョーさん待ってたドン!」であり、楽曲とは表記が異なる。

## ディスコグラフィー

### シングル
| 発売日    | レーベル                                                | 規格品番 | 面 | タイトル                     | 作詞     | 作曲     | 編曲     |
| --------- | ------------------------------------------------------- | -------- | -- | ---------------------------- | -------- | -------- | -------- |
| 1983年3月 | 出版元：フジパシフィック音楽出版 発売元：日本コロムビア | AH-313   | A  | きたかチョーさんまってたドン | 高平哲郎 | 細野晴臣 | 細野晴臣 |
| 1983年3月 | 出版元：フジパシフィック音楽出版 発売元：日本コロムビア | AH-313   | B  | 正しいプロ野球訓辞小唄       | 高平哲郎 | 細野晴臣 | 細野晴臣 |